# Majdan Kukawiecki
Majdan Kukawiecki (pronunciación en polaco: /ˈmajdaŋ kukaˈvjɛtskʲi/) es un pueblo ubicado en el distrito administrativo de Gmina Wojsławice, dentro del Condado de Chełm, Voivodato de Lublin, en Polonia oriental. Se encuentra aproximadamente a 5 kilómetros al suroeste de Wojsławice, a 28 kilómetros al sur de Chełm, y a 75 kilómetros al sureste de la capital regional Lublin.